# Siewierz (gmina wiejska)
Siewierz – dawna gmina wiejska istniejąca w latach 1890–1916 i 1919–1954 w Kieleckiem i Katowickiem (dzisiejsze woj. śląskie). Siedzibą władz gminy była osada miejska Siewierz.

## Królestwo Polskie
Do 19 maja?/31 maja 1870 Siewierz był miastem i stanowił odrębną gminę miejską; po odebraniu praw miejskich Siewierzowi i przekształceniu go w osadę, został włączony do gminy Sulików (powiat będziński, gubernia piotrkowska). W 1890 roku z gminy Sulików wyodrębniono nową gminę Siewierz obejmującą samą osadę miejską Siewierz (z Chmielowskimi).

## I wojna światowa
W 1915 roku gmina Siewierz weszła w skład powiatu będzińskiego, administrowanego przez niemieckie władze okupacyjne. Okupant włączył do gminy Siewierz jeszcze miejscowości Piwoń (z folwarkiem i leśnictwem Łysa Góra), Kuźnica Świętojańska (z hotelem), Gołuchowice (z kopalnią węgla kamiennego Theodor) oraz Kuźnica Sulikowska (z miejscowością i folwarkiem Sulików) ze zniesionej gminy Sulików (której pozostały obszar przekształcono w  gminę Mierzęcice).
W 1916 roku gminę Siewierz przekształcono w miasto, liczące w tymże roku 4200 mieszkańców i posiadające 1 szkołę.

## Polska
Po odzyskaniu niepodległości, władze polskie nie uznały Siewierza za miasto (w przeciwieństwie do Czeladzi i Zawiercia) 7 lutego 1919, a utworzoną przez Niemców jednostkę miejską przekształcono z powrotem w gminę wiejską Siewierz o  granicach przedwojennych. Przyłączone do niej w 1915 roku miejscowości powróciły do gminy Sulików, którą od 1915 roku nazywano gminą Mierzęcice (także przez władze polskie). Gmina weszła w skład powiatu będzińskiego w woj. kieleckim. Składała z samego Siewierza i liczyła w 1921 roku 2385 mieszkańców. 1 stycznia 1927 gmina weszła w skład nowo utworzonego powiatu zawierciańskiego w tymże województwie.
1 kwietnia 1928 do gminy Siewierz przyłączono z gminy Mierzęcice wsie Piwoń, Gołuchowice (wraz z leśnictwem), Kuźnica Sulikowska i Kuźnica Świętojańska oraz folwarki Sulików i Łysa Góra, tym samym rekreując gminę Siewierz o granicach identycznych jak te spod okupacji niemieckiej. Stała się gminą wieloosadową.
Po wojnie gmina Siewierz przez bardzo krótki czas zachowała przynależność administracyjną, lecz już 18 sierpnia 1945 roku została wraz z całym powiatem zawierciańskim przyłączona do woj. śląskiego. 1 lipca 1952 gmina składała się z 6 gromad: Chmielowskie, Gołuchowice, Kuźnica Sulikowska, Kuźnica Świętojańska, Piwoń i Siewierz. Jednostka została zniesiona 29 września 1954 roku wraz z reformą wprowadzającą gromady w miejsce gmin, po czym Siewierz stał się gromadą. 1 stycznia 1958 Siewierz otrzymał prawa osiedla, a 18 lipca 1962 odzyskał praw miejskie.
Po reaktywowaniu gmin 1 stycznia 1973 roku powstała obecna gmina Siewierz o zupełnie innych granicach.